# Slaget vid Neapelbukten
Slaget vid Neapelbukten var ett sjöslag 5 juni 1284 mellan neapolitanska och aragoniska trupper i Neapelbukten.
I sicilianska aftonsångens krig stred aragonierna mot Karl av Anjou om herraväldet över syditalien. I juni 1284 blockerade den aragoniska amiralen Roger de Loria Neapel och lyckades locka Anjous flotta ut ur hamnen för att uppta striden. Under befäl av Karl av Salerno, son till Karl av Anjou, förföljde den neapolitanska flottan de Laurias fartyg ut på havet. När de kommit långt från hamnen vände de Lauria sin flotta, som nu förstärkts med skepp som osedda seglat ut från det närliggande Castellamare. En del av Karls skepp undkom. De övriga överöstes av pilar från de Laurias armborstskyttar. Det har också påståtts att aragonierna slängde såpa på fiendeskeppens däck för att göra dem så hala att soldaterna inte kunde stå på dem. Karl kapitulerade när hans skepp fått ett hål i skrovet.